# Menschheitsdämmerung

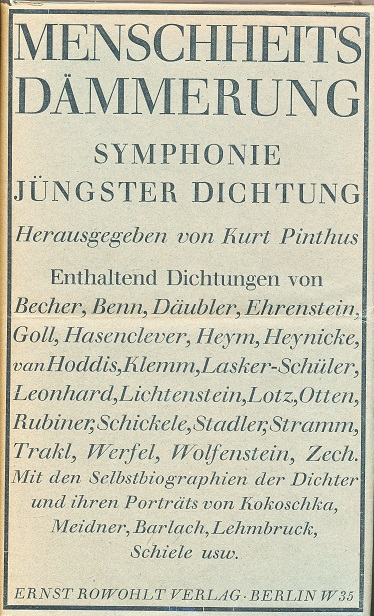
Menschheitsdämmerung. Symphonie jüngster Dichtung. Ernst Rowohlt Verlag, Berlin, 1920

Die Menschheitsdämmerung – mit dem ursprünglichen Untertitel „Symphonie jüngster Dichtung“ – ist eine expressionistische Lyrik-Anthologie, die von dem deutschen Schriftsteller und Journalisten Kurt Pinthus ab Ende 1919 in mehreren Auflagen im Rowohlt Verlag herausgegeben wurde.
Die vier Kapitel Sturz und Schrei, Erweckung des Herzens, Aufruhr und Empörung und Liebe den Menschen versammeln Gedichte von wichtigen deutschsprachigen expressionistischen Lyrikern.
Vierzehn Portraitzeichnungen nach Vorlagen von Ludwig Meidner (Jakob van Hoddis, Rene Schickele, Johannes R. Becher, Paul Zech, Alfred Wolfenstein, Franz Werfel), Oskar Kokoschka (Albert Ehrenstein, Walter Hasenclever), Wilhelm Lehmbruck (Ludwig Rubiner),
Egon Schiele (Karl Otten)  u. a. ergänzen die Sammlung.
Weithin berühmt wurde das erste Gedicht der Anthologie Weltende von Jakob van Hoddis.
Von den 23 aufgenommenen Autoren erlebten sechs die Veröffentlichung nicht mehr; vier waren im Ersten Weltkrieg gefallen.
Die Anthologie fiel unter die Bücherverbrennung 1933 in Deutschland.

## Editionsgeschichte
Die Menschheitsdämmerung gilt als Standardwerk des literarischen Expressionismus. Keine andere expressionistische Lyrikanthologie und auch keine Sammlung expressionistischer Prosa erreichte eine vergleichbare Bedeutung. Allein 1920 erschienen drei Auflagen mit einer Höhe von jeweils 5.000 Exemplaren. Im Frühjahr 1922, als die Gesamtauflage das 20. Tausend erreichte, resümierte der Herausgeber in seinem „Nachklang“ betitelten Vorwort:
Ich entschloss mich, das Werk unverändert zu lassen. Nicht nur, weil die Beurteiler aller Gesinnungen und Richtungen äußerten, dass der Hauptwert dieses Buches in seiner Einheitlichkeit, in seiner symphonischen Wirkung bestünde; nicht nur, weil man – was beabsichtigt war – fühlte, dass hier ein geschlossenes Dokument für das aufgewühlte Gefühl und die dichterische Ausdrucksform einer zeitgenössischen Generation vorlag. Sondern, unsere Zeit und Dichtung kritisch betrachtend, muss ich einsehen, dass die Menschheitsdämmerung nicht nur ein geschlossenes, sondern ein abgeschlossenes, abschließendes Dokument dieser Epoche ist.
1959 jährte sich die Erstveröffentlichung zum 40. Mal. „Keine Gedichtsammlung unseres Jahrhunderts ist so oft zitiert worden wie die Menschheitsdämmerung, und was über sie gedruckt ist, macht das Vielfache ihres Umfanges aus“, schrieb Kurt Pinthus rückblickend. Mit einer Auflage von 164.000 Exemplaren (1999) allein im Rowohlt Verlag gilt sie heute als eine der erfolgreichsten Anthologien der Literaturgeschichte.

## Autoren
in alphabetischer Reihenfolge, Anzahl der Gedichte
- Johannes R. Becher (* 1891; † 1958), 14
- Gottfried Benn (* 1886; † 1956), 8
- Theodor Däubler (* 1876; † 1934), 17
- Albert Ehrenstein (* 1886; † 1950), 18
- Yvan Goll (* 1891; † 1950), 7
- Walter Hasenclever (* 1890; † 1940), 19
- Georg Heym (* 1887; † 1912), 13
- Kurt Heynicke (* 1891; † 1985), 12
- Jakob van Hoddis (* 1887; † 1942), 5
- Wilhelm Klemm (* 1881; † 1968), 19
- Else Lasker-Schüler (* 1869; † 1945), 15
- Rudolf Leonhard (* 1889; † 1953), 5
- Alfred Lichtenstein (* 1889; † 1914), 8
- Ernst Wilhelm Lotz (* 1890; † 1914), 6
- Karl Otten (* 1889; † 1963), 6
- Kurt Pinthus (* 1886; † 1975), Vorworte
- Ludwig Rubiner (* 1881; † 1920), 5
- René Schickele (* 1883; † 1940), 11
- Ernst Stadler (* 1883; † 1914), 10
- August Stramm (* 1874; † 1915), 13
- Georg Trakl (* 1887; † 1914), 10
- Franz Werfel (* 1890; † 1945), 27
- Alfred Wolfenstein (* 1883; † 1945), 13
- Paul Zech (* 1881; † 1946), 12